# 여개

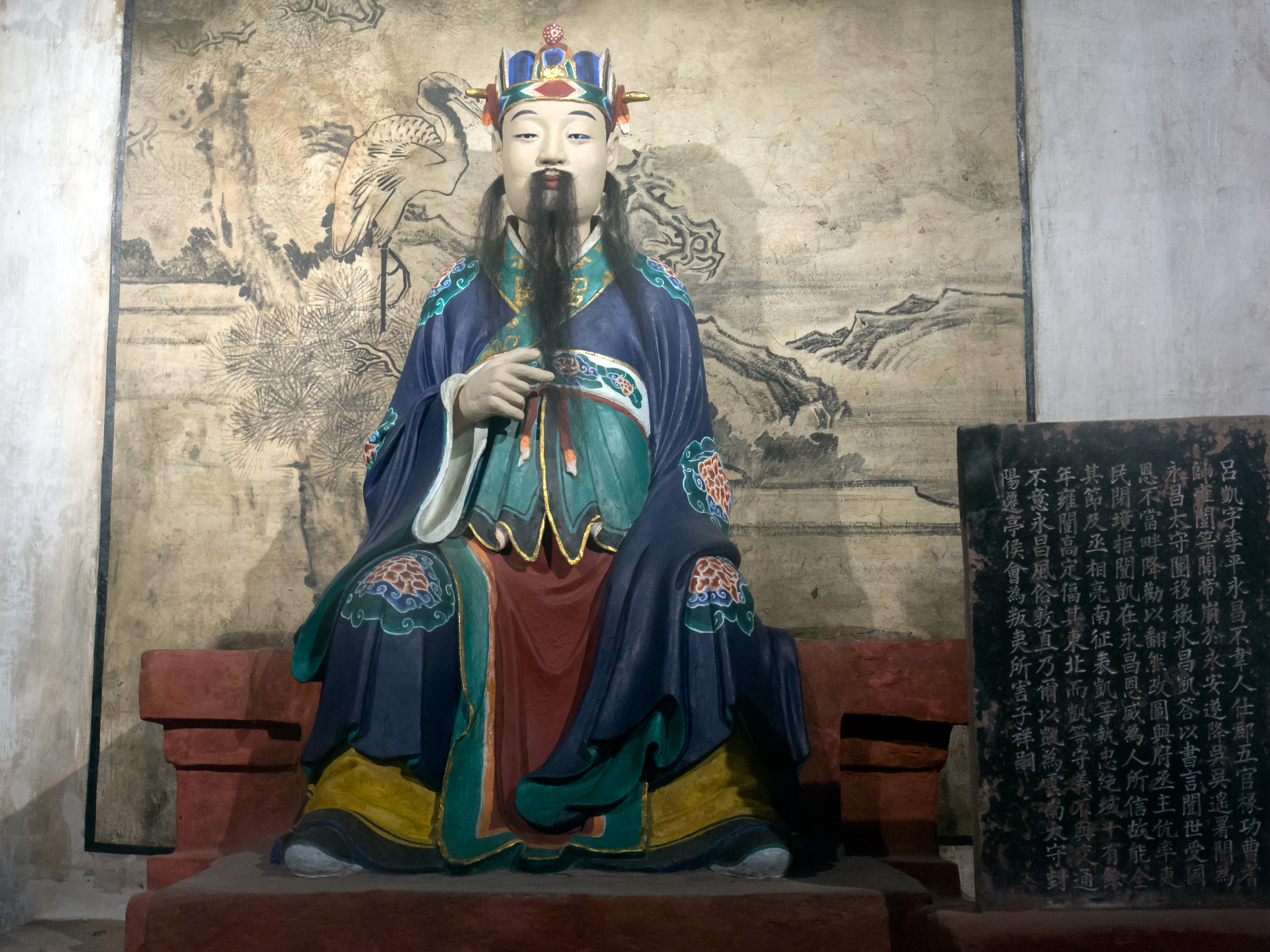

여개(呂凱, ? ~ 225)는 중국 삼국 시대 촉(蜀)의 정치가로, 자는 계평(季平)이며 익주(益州) 영창군(永昌郡) 불위현(不韋縣) 사람이다.

## 행적
군에 출사하여 오관연공조(五官掾功曹)가 되었다.
유비(劉備)가 죽자, 옹개(雍闓)가 모반을 일으켜 오(吳)에 투항하고 영창태수(永昌太守)가 되었다. 영창군은 익주군 서쪽에 있으면서 도로가 옹색하고, 촉과는 단절되었고, 또 태수가 바뀌었다. 여개는 부승(府丞) 왕항(王伉)과 함께 관리들과 백성들을 통솔하고, 군 경계를 폐쇄하여 옹개에 항거했으며, 옹개가 글을 보내 여개를 회유했으나 받아들이지 않았다. 제갈량(諸葛亮)이 남정에 나서는 도중에 옹개는 이미 고정(高定)의 부하에게 살해당했다. 제갈량은 남쪽에 이르러서는 표를 올려 여개와 왕항을 칭찬하였고, 여개는 운남태수(雲南太守)에 임명되고 양천정후에 봉해졌으나, 마침 비주류 종족의 모반에 살해당했다.
아들 여상(呂祥)이 뒤를 이었고, 여상은 촉이 멸망한 후 진(晉)에서 남이교위(南夷校尉)에 임명되었다.

## 《삼국지연의》 속 여개
영창의 공조로 나오는데, 제갈량과 함께 남만을 정벌하며 남만의 지리에도 밝아 평만지장도(平蠻指掌圖)를 제갈량에게 올린다. 남만 정벌 이후에는 등장하지 않는다.

## 여개의 친족관계
불위(不韋)━…━개(凱)━상(祥)

## 같이 보기
- 삼국지 인물 목록